# Forces armées béninoises
Le forze armate beninesi (in francese Forces Armées Béninoises o FAB) costituiscono l'insieme delle forze armate del Benin, suddivise tra esercito, marina, aviazione e gendarmeria nazionale. Per un certo numero di anni, le forze armate belghe hanno avuto un attivo programma di cooperazione con il Benin, offrendo addestramento e istruzione, donando sovrabbondanti attrezzature militari ed esercitazioni militari limitate al paese.

## Esercito

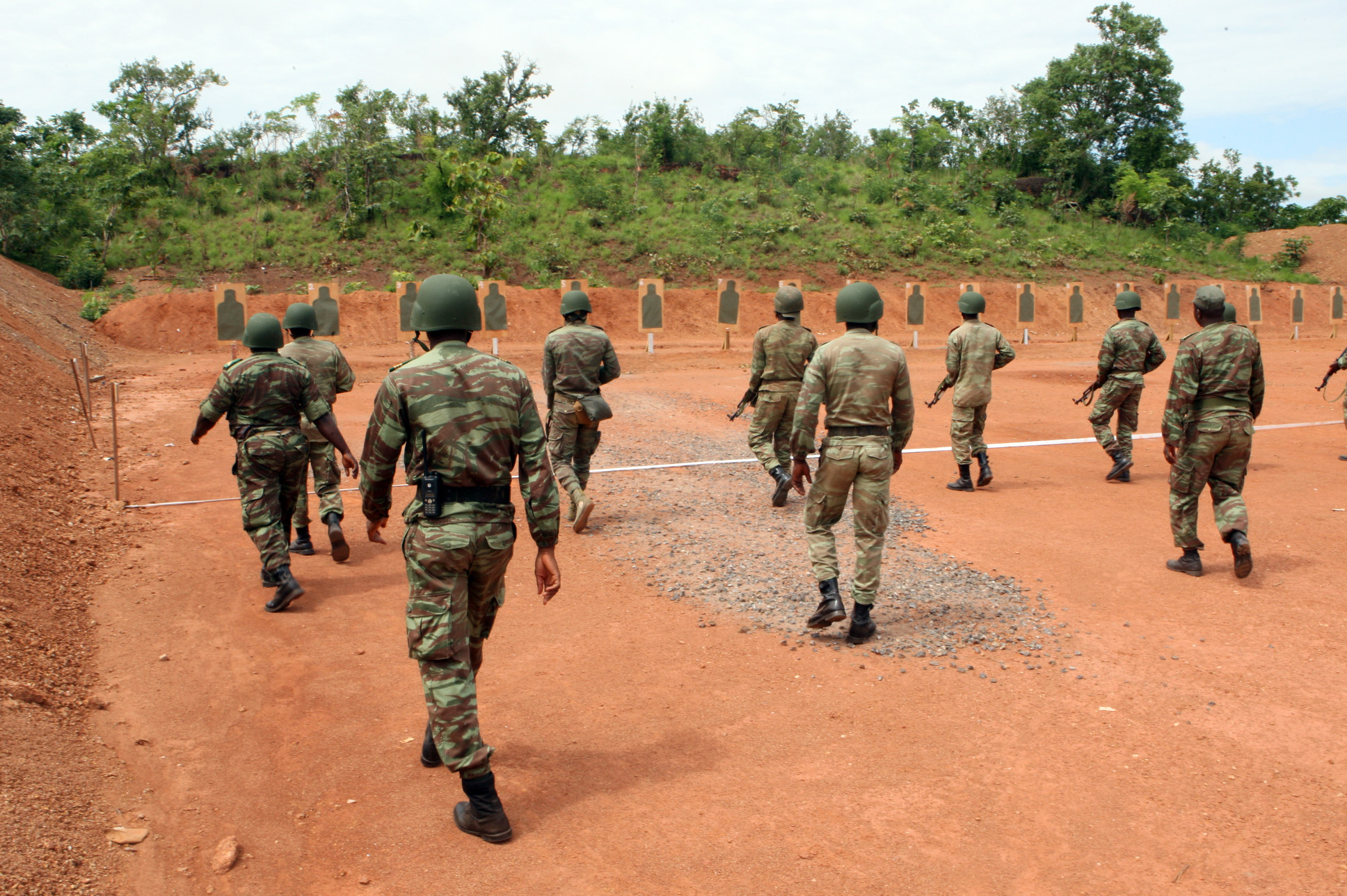
Soldati del Benin in un poligono di tiro a Bembèrèkè nel mese di giugno 2009

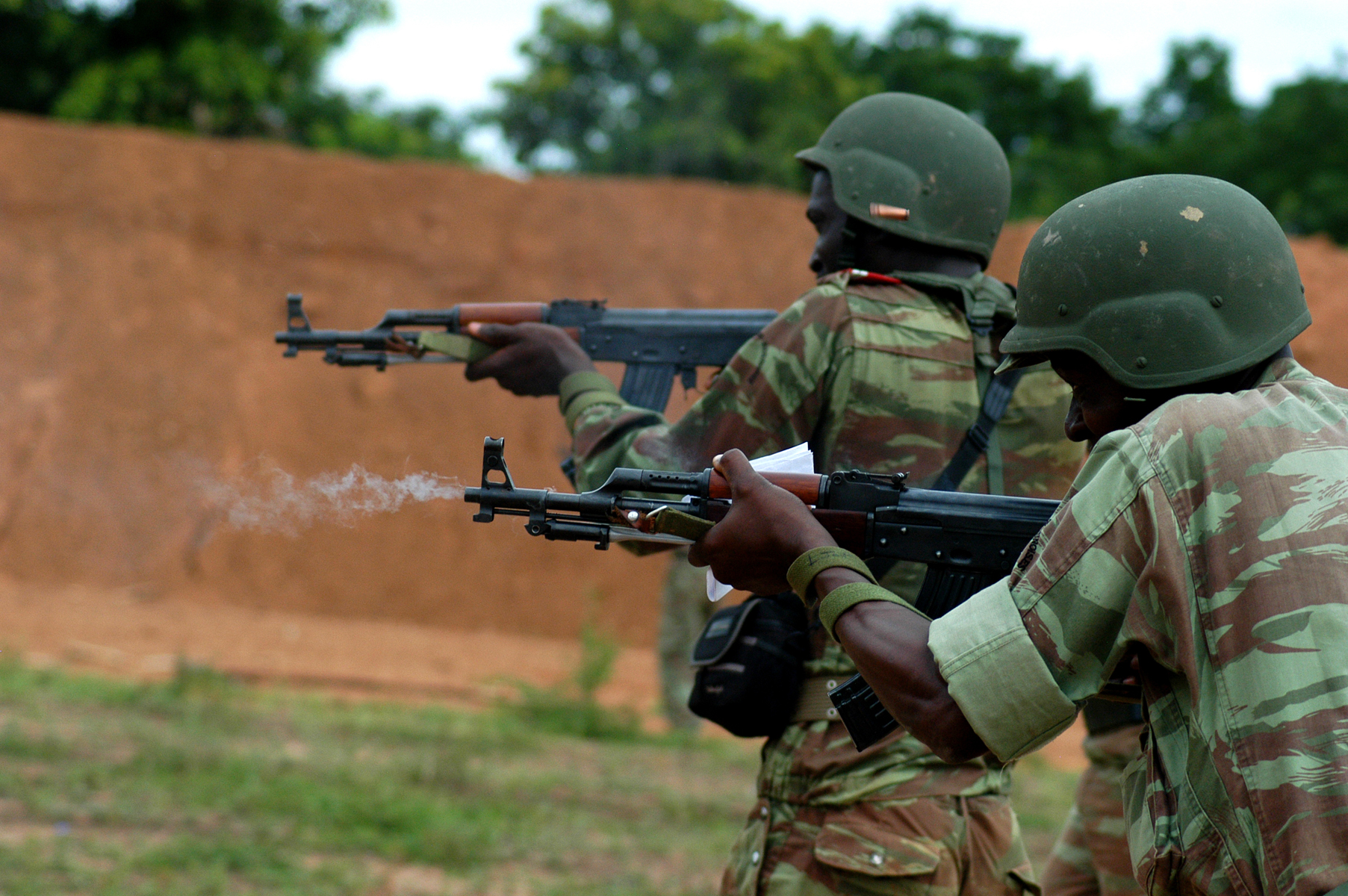
Soldati del Benin si addestrano con un Type 56.

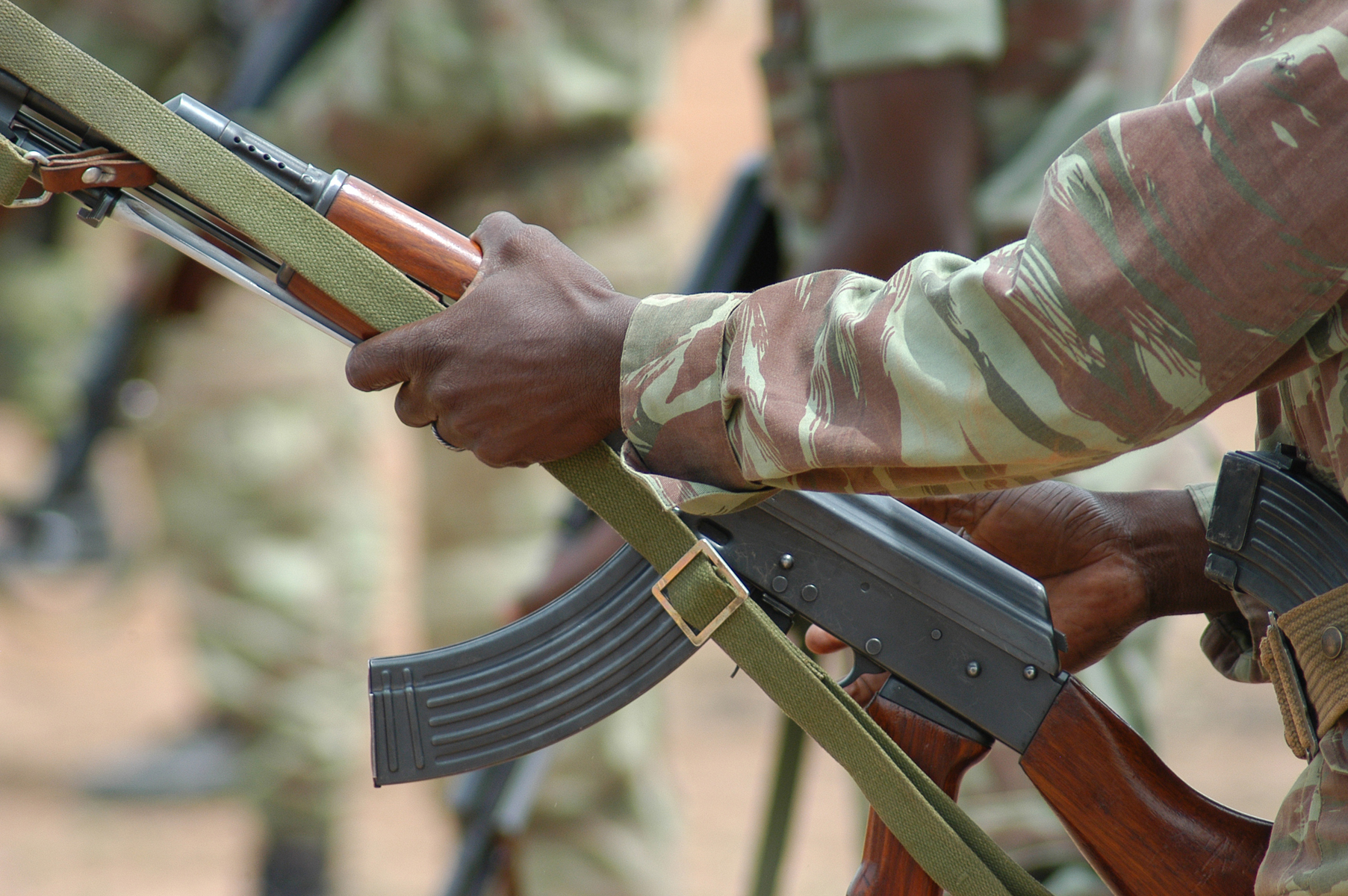
Un soldato del Benin con un Type 56

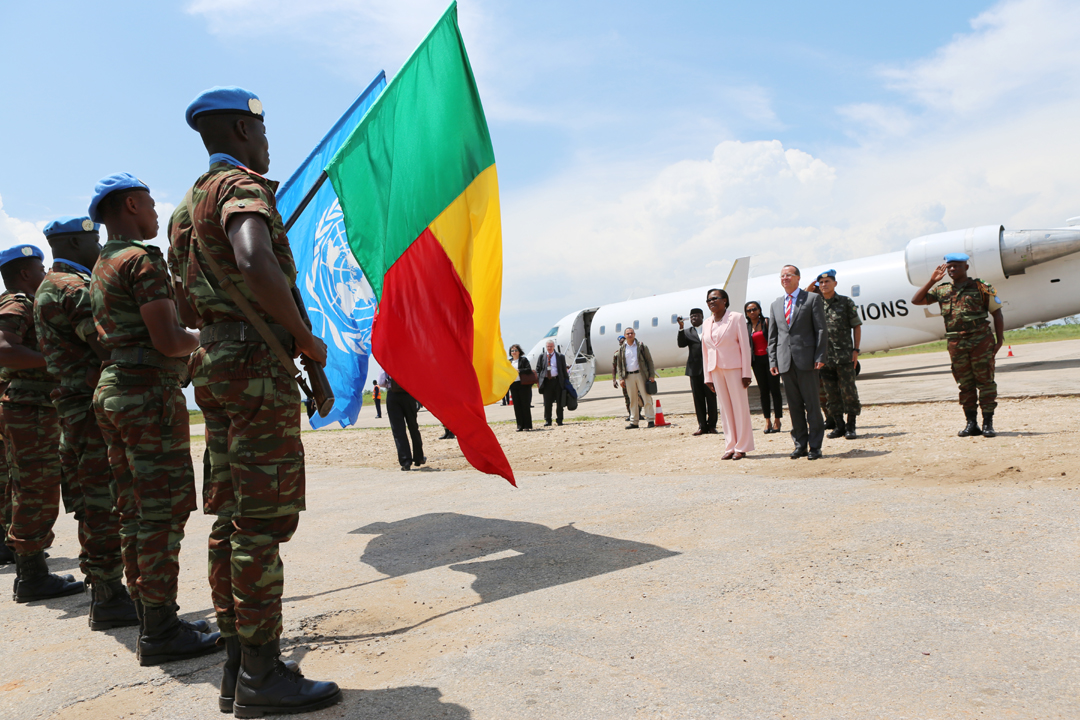
Truppe del Benin come parte della missione delle Nazioni Unite MONUSCO nella Repubblica Democratica del Congo, 2000

A partire dal 2012, l'esercito ha una forza di 4300 uomini. Comprende 1 squadrone corazzato, 3 battaglioni di fanteria, 1 battaglione commando/aerotrasportato, 1 batteria d'artiglieria e 1 battaglione del Genio.

### Armi della fanteria
| TT-33       | Stati Uniti      | Pistola semiautomatica |                       |  |
| MAT-49      | Francia          | Mitra                  |                       |  |
| AKM         | Russia           | Fucile d'assalto       |                       |  |
| AK-47       | Russia           | Fucile d'assalto       | AK-103, AK-12, RPK-74 |  |
| Type 56     | Cina             | Fucile d'assalto       |                       |  |
| MAS 36      | Francia          | Fucile bolt-action     |                       |  |
| SKS         | Unione Sovietica | Fucile semiautomatico  |                       |  |
| MAS 49      | Francia          | Fucile semiautomatico  |                       |  |
| AA 52       | Francia          | Uso generale           |                       |  |
| Degtjarëv   | Unione Sovietica | Uso generale           | RP-46                 |  |
| RPD         | Unione Sovietica | Uso generale           |                       |  |
| DShK        | Unione Sovietica | Uso generale           |                       |  |
| M2 Browning | Stati Uniti      | Uso generale           | M2HB, M2HB-QCB        |  |
| RPG-7       | Unione Sovietica | RPG (lanciarazzi)      |                       |  |

### Armi pesanti
| Name                                    | Origin                                  | Type                                    | In service                              | Notes                                   |                                         |                                         |
| Veicoli da combattimento della fanteria | Veicoli da combattimento della fanteria | Veicoli da combattimento della fanteria | Veicoli da combattimento della fanteria | Veicoli da combattimento della fanteria | Veicoli da combattimento della fanteria | Veicoli da combattimento della fanteria |
| --------------------------------------- | --------------------------------------- | --------------------------------------- | --------------------------------------- | --------------------------------------- | --------------------------------------- | --------------------------------------- |
| PT-76                                   | Unione Sovietica                        | Carro armato leggero                    | 18                                      |                                         |                                         |                                         |
| M8 Greyhound                            | Stati Uniti                             | Veicolo anticorazzato                   | 7                                       |                                         |                                         |                                         |
| Eland-90                                | Sudafrica                               | Autoblindo                              | 3                                       | fornito con addestramento francese      |                                         |                                         |
| Panhard VBL                             | Francia                                 | Autoblindo                              | 10                                      |                                         |                                         |                                         |
| BRDM-2                                  | Unione Sovietica                        | Autoblindo                              | 14                                      |                                         |                                         |                                         |
| Casspir 2000                            | Sudafrica                               | APC                                     |                                         | 10 su ordinazione                       |                                         |                                         |
| M113                                    | Stati Uniti                             | APC                                     | 18                                      |                                         |                                         |                                         |
| Artiglieria                             |                                         |                                         |                                         |                                         |                                         |                                         |
| L118 Light Gun                          | Regno Unito                             | Obice                                   | 12                                      |                                         |                                         |                                         |
| M101                                    | Stati Uniti                             | Obice                                   | 4                                       |                                         |                                         |                                         |

## Aeronautica Militare
Dopo aver ottenuto l'indipendenza dalla Francia nel 1960, l'Aeronautica militare del Benin venne dotata di sette Douglas C-47 da trasporto forniti dai francesi, quattro MH.1521 Broussards e due Agusta-Bell 47G. Due F-27 entrarono in servizio nel 1978 per le funzioni di trasporto prima di essere trasferiti all'Aeronautica Militare del Benin. Sempre durante lo stesso periodo, vennero acquisiti due AN-26. Alla fine del 1985 due Dornier Do-28 entrarono in servizio per sostituire i C-47. Un singolo DHC-6 Twin Otter venne acquisito nel 1989.

### Aerei

#### Inventario attuale
| Aereo      | Origine     | Tipo                 | Variante  | In servizio | Note      |           |
| Trasporto  | Trasporto   | Trasporto            | Trasporto | Trasporto   | Trasporto | Trasporto |
| ---------- | ----------- | -------------------- | --------- | ----------- | --------- | --------- |
| Boeing 727 | Stati Uniti | VIP                  |           | 1           |           |           |
| DHC-6      | Canada      | Trasporto utilitario |           | 1           |           |           |

## Marina Militare
Al 2012, la marina militare ha una forza di circa 200 uomini. Essa gestisce due motovedette ex-cinesi, che vengono designate classe Matelot Brice Kpomassè.